# Вошта (Айова)
Вошта (англ. Washta) — місто (англ. city) в США, в окрузі Черокі штату Айова. Населення — 209 осіб (2020).

## Географія
Вошта розташована за координатами 42°34′32″ пн. ш. 95°43′10″ зх. д. / 42.57556° пн. ш. 95.71944° зх. д. (42.575450, -95.719505).  За даними Бюро перепису населення США в 2010 році місто мало площу 2,70 км², уся площа — суходіл.

## Демографія
Згідно з переписом 2010 року, у місті мешкало 248 осіб у 110 домогосподарствах у складі 73 родин. Густота населення становила 92 особи/км².  Було 123 помешкання (45/км²).
Расовий склад населення:
| - 99,2 % — білих - 0,4 % — азіатів |

До двох чи більше рас належало 0,4 %. Частка іспаномовних становила 2,4 % від усіх жителів.
За віковим діапазоном населення розподілялося таким чином: 21,4 % — особи молодші 18 років, 54,8 % — особи у віці 18—64 років, 23,8 % — особи у віці 65 років та старші. Медіана віку мешканця становила 45,8 року. На 100 осіб жіночої статі у місті припадало 89,3 чоловіків;  на 100 жінок у віці від 18 років та старших — 82,2 чоловіків також старших 18 років.
Середній дохід на одне домашнє господарство  становив 43 769 доларів США (медіана — 34 583), а середній дохід на одну сім'ю — 59 102 долари (медіана — 51 250). За межею бідності перебувало 6,1 % осіб, у тому числі 0,0 % дітей у віці до 18 років та 7,0 % осіб у віці 65 років та старших.
Цивільне працевлаштоване населення становило 105 осіб. Основні галузі зайнятості: роздрібна торгівля — 31,4 %, освіта, охорона здоров'я та соціальна допомога — 21,0 %, виробництво — 18,1 %.